# Me‘arot Luzit
Me‘arot Luzit (hebreiska: מערות לוזית) är en grotta i Israel.   Den ligger i distriktet Jerusalem, i den centrala delen av landet. Me‘arot Luzit ligger 214 meter över havet.
Terrängen runt Me‘arot Luzit är lite kuperad.Runt Me‘arot Luzit är det mycket tätbefolkat, med 1 411 invånare per kvadratkilometer. Närmaste större samhälle är Bet Shemesh, 11,6 km nordost om Me‘arot Luzit. Trakten runt Me‘arot Luzit består till största delen av jordbruksmark.